# Höfen an der Enz
Höfen an der Enz település Németországban, azon belül Baden-Württembergben. Lakosainak száma 1708 fő (2023. december 31.). Höfen an der Enz Schömberg, Neuenbürg és Bad Wildbad községekkel határos.

## Népesség
A település népessége az elmúlt években az alábbi módon változott:
| Lakosok száma | 1518 | 1780 | 1767 | 1690 | 1711 | 1708 |
|               | 1975 | 2017 | 2019 | 2021 | 2022 | 2023 |